# Erwin Ludwig Diemer
Erwin Ludwig Diemer (* 6. Mai 1923 in Rodenbach, jetzt Ebertsheim; † 30. Januar 1990 in Speyer) war ein deutscher katholischer Geistlicher, Generalvikar der Diözese Speyer und Päpstlicher Ehrenprälat. 
Am 1. Juli 1951 empfing er die Priesterweihe. Am 3. Juli 1968 wurde er von Bischof Friedrich Wetter und am 17. Oktober 1983 von Bischof Anton Schlembach zum Generalvikar der Diözese Speyer ernannt. Am 1. August 1979  wurde er Ehrenkonventualkaplan des Souveränen Malteserordens und am 30. Januar 1990 erfolgte seine Ernennung zum Päpstlichen Ehrenprälat. 
Diemer starb am 30. Januar 1990 in Speyer und wurde auch dort beerdigt.